# Jugoslavia agli XI Giochi olimpici invernali
La Jugoslavia partecipò agli XI Giochi olimpici invernali, svoltisi a Sapporo, Giappone, dal 3 al 13 febbraio 1972, con una delegazione di 26 atleti impegnati in quattro discipline.